# Il posto
Il posto (El empleo, 1961) es una película italiana dirigida por Ermanno Olmi. El filme, rodado en blanco y negro, se basa en la tradición del neorrealismo italiano y explora muchas de las prácticas deshumanizadoras de las empresas comerciales, desde el punto de vista de un joven italiano de la época. La película, rodada en Milán, es en parte una sátira sobre el llamado "milagro económico italiano".
Presentada en el Festival Internacional de Cine de Venecia, ganó el Premio de la Crítica, granjeando fama internacional a Olmi en su segunda película como director. En 2001, el Festival de Cine de Bellaria (hasta el momento llamado Anteprimaannozero) celebró los cuarenta años de su estreno. La película también fue seleccionada entre las "100 películas italianas dignas de conservarse" (I 100 film italiani da salvare).

## Argumento
La película cuenta la historia de Domenico, un joven que renuncia a terminar sus estudios debido a las dificultades económicas de su familia. Buscando empleo en una gran empresa de la ciudad, tiene que pasar por una extraña serie de exámenes, pruebas físicas y entrevistas. Durante un breve respiro de las pruebas, conoce a Antonietta, una joven que ha renunciado de manera similar a sus estudios ante la necesidad de dinero para mantenerse ella y a su madre. En el curso de esta conversación, van a tomar café a una cafetería local, y hablan de la vida y de sus ambiciones respectivas. Domenico se siente atraído por la joven, pero no tardan en distanciarse, ya que ocupan puestos de trabajo en diferentes departamentos.
Un superior informa al joven de que por el momento no hay puestos de oficina disponibles, y debe aceptar un trabajo como mensajero a la espera de una mejor oportunidad, lo que va afectando el amor propio de Domenico. En la práctica de una diligencia, vuelve a encontrarse con Antonietta, que ahora trabaja como mecanógrafa. Ella lo invita a una fiesta, a la que él consigue acudir ya muy tarde. Al llegar a la fiesta, se hace amigo de una pareja mayor a pesar de estar deprimido porque Antonietta no acaba de presentarse. Una mujer madura le pide bailar y él, después de tomarse unas copas, acepta a regañadientes; por fin empieza a divertirse, olvidando la tristeza de su trabajo y la ausencia de Antonietta. Al día siguiente, se le ofrece un escritorio desocupado recientemente por un empleado que acaba de fallecer (un aspirante a escritor, que podría haberse suicidado). Se le traslada a la parte trasera de la oficina, en una esquina poco iluminada, y los otros empleados se quejan de su relativa juventud para ocupar un puesto tan "prestigioso". Al terminar la película, Domenico sabe que ha obtenido este "trabajo de por vida", asumiendo la desesperación de una carrera administrativa sórdida.

## Crítica
Olmi describe con honestidad y sentido de la realidad el mundo del trabajo, en una película que trata del «primer contacto de Domenico, aún íntegro, en sus frescas disponibilidad e inteligencia, con el desolado, triste y lúgubre mundo de los cuellos blancos». No se hace un comentario social explícito, sino que se deja al espectador reflexionar por sí mismo sobre cuál es el precio, práctico e ideal, que el joven de expresión melancólica tendrá que pagar por haber ganado, sin siquiera esforzarse, ese puesto de trabajo fijo.
No solo es una historia individual, sino que se refiere a la transición histórica de toda una sociedad. El propio director afirmó en una entrevista: «Mis primeras películas son historias sobre la pobreza, pero en ellas siempre hay un poco de la historia de nuestro país, de la transición de las sociedades campesinas al mundo obrero y a la nueva burguesía. En Il posto eso se ve en la casa de Domenico, una granja en la que ya no se trabaja la tierra, convertida en residencia para personas que van a trabajar a la fábrica y a la ciudad. En los establos no hay animales sino motos Lambrettas y Seiscientos».
Según Il Mereghetti. Dizionario dei film 2000, «se trata de una película antiespectacular, plena de frivolidad irónica, que ofrece una imagen muy precisa de la clase media baja en el Milán de los años sesenta, con toda la atención y la simpatía puestas en el joven protagonista». (El Dizionario puntuó el film con tres estrellas sobre cuatro).
Il posto, a la hora de representar el mundo del trabajo en el cine italiano, puede compararse con los filmes Impiegati (1984), de Pupi Avati y con Volevo solo dormirle addosso (2004), de Eugenio Cappuccio.
El crítico francés Jacques Lourcelles ha denominado a esta película «avatar tardío del neorrealismo». Se le han señalado además las influencias, más o menos tergiversadas, de autores como Franz Kafka y Nikolai Gogol, y las del Vittorio de Sica de Umberto D y Ladrón de bicicletas. Jean A. Gili, por su parte, considera que la película constituye «en dos niveles la observación casi clínica de un individuo que acepta sin rechistar la integración que lo condena» a burócrata de vida oscura; es «la denuncia sorda de un sistema económico que transforma las ilusiones juveniles en aceptación pasiva de un trabajo que esteriliza el alma y el cuerpo».

## Localización
La película fue rodada en Meda (periferia de Milán, Lombardía). Los edificios milaneses de la compañía anónima en la que trabaja el protagonista de la película corresponden a los de la firma EdisonVolta, para la que Olmi había trabajado en los años cincuenta en la creación de decenas de documentales industriales.
La película también muestra imágenes de la Piazza San Babila, que sería totalmente reconstruida por las obras para la construcción del metro de Milán.

## Reparto
- Loredana Detto, como Antonietta Masetti.
- Tullio Kezich, como el psicólogo.
- Sandro Panseri, como Domenico Cantoni.
- Mara Revel, como señora de edad.

## Premios
Ganadora
- Premios del British Film Institute: Sutherland Trophy, Ermanno Olmi; 1961.
- Festival Internacional de Cine de Venecia: Premio de la crítica, Ermanno Olmi; 1961.
- Premio David de Donatello: David al Mejor Director, Ermanno Olmi; 1962.